# Tutu Puoane
Tutu Puoane, de son vrai nom Nonthuthuzelo Puoane, née au township d'Atteridgeville (Municipalité métropolitaine de Tshwane) le 31 mai 1979 , est une chanteuse de jazz sud-africaine.

## Biographie
Tutu Pouane naît dans un township près de Pretoria. Elle étudie à l'université du Cap. Elle s'installe en Europe en 2002, à La Haye, ville où elle étudie. En 2004, elle s'installe à Anvers.
Elle a joué en Afrique du Sud, en Italie, en Suisse, en Allemagne, aux États-Unis, en Belgique et aux Pays-Bas. Avec le Brussels Jazz Orchestra, elle a travaillé sur les projets d'hommage à Billie Holiday (Writing Billie) et Nina Simone (Goddamn! A tribute to...). Elle a joué en concert avec Dré Pallemaerts, le Brussels jazz orchestra, Ivan Paduart et Toots Thielemans. Tutu Puoane a sorti deux albums solo, Song (2007) et Quiet Now (2009).